# Andrena solidago
Andrena solidago là một loài Hymenoptera trong họ Andrenidae. Loài này được Tadauchi & Xu mô tả khoa học năm 2002.